# Pierre Gouault
Pierre Gouault, né le 9 février 1993 à Saint-Hilaire-du-Harcouët, est un coureur cycliste et directeur sportif français. Professionnel pendant six ans, il court pour les équipes continentales Auber 93 et Roubaix Lille Métropole entre 2014 et 2019. Il devient entraineur et directeur sportif de la formation AG2R Citroën U19 à la fin de sa carrière de coursier.

## Biographie

### Carrière professionnelle
Membre de l'UC Nantes Atlantique, ses résultats lui permettent de signer un contrat professionnel avec l'équipe continentale française BigMat-Auber 93 à la fin de l'année 2013. 
En 2014, et pour ses premiers pas à ce niveau, il remporte la 3e étape du Tour d'Auvergne (contre-la-montre par équipes). Sur les courses du calendrier UCI, il se distingue sur la Ronde pévéloise (9e). Ses dirigeants renouvellent son contrat en fin de saison.
Sa saison 2015 est perturbée par une opération chirurgicale qui l'empêche de courir pendant plusieurs mois. Au deuxième semestre, il porte le maillot de meilleur grimpeur du Tour de l’Ain pendant deux étapes. Il est conservé par ses dirigeants pour l'année suivante.
Quatrième de Manche-Atlantique et 15e du GP de la Somme, il est en balance pour la saison 2017. Sa place au sein de la formation HP BTP-Auber 93 est confirmée au mois de septembre 2016. 
Au cours de l’année 2017, il se distingue sur une épreuve élite nationale, 4e du Grand Prix Lorient Agglomération, puis termine  second sur le Grand Prix d'Isbergues, le 17 septembre, seulement devancé par Benoît Cosnefroy. Cela ne lui suffit pas pour conserver sa place dans la formation francilienne en 2018.
Il rebondit alors sous les couleurs d'une autre équipe continentale, Roubaix Lille Métropole. Fin juin, il se classe 12e de Paris-Chauny puis 9e du Grand Prix de la ville de Nogent-sur-Oise début juillet. Son bon état de forme se confirme en août, 2e de la Polynormande remportée par Pierre-Luc Périchon puis sur les routes du Tour du Limousin où il porte successivement le maillot du meilleur grimpeur et celui des points chauds. Il ne remporte finalement que le second classement. En fin de mois, il obtient un nouvel accessit sur le Grand Prix des Marbriers qu'il boucle en huitième position.
Il commence sa deuxième saison au sein de la structure nordiste sur le Grand Prix La Marseillaise par une 26e place. En mai, il se classe deuxième de Bourg-Arbent-Bourg en Elite Nationale puis 13e du Grand Prix de la Somme. Le 1er juin, il prend la 18e place du Grand Prix de Plumelec. Il se montre en jambes sur la deuxième partie de saison, 22e de la Polynormande, 17e du Tour du Limousin et 25e du Tour du Doubs. Plus tard, il est membre de l'échappée du jour sur le Tour de Vendée. Sur le calendrier amateur, il se distingue également sur le Tour du Pays de Gex-Valserine, privé de la victoire par Aurélien Doleatto. Néanmoins, ses performances ne convainquent pas les dirigeants de le conserver. Il annonce alors, début octobre, avoir trouvé un accord avec le club de Bourg-en-Bresse Ain Cyclisme en vue de la saison 2020 s'il ne retrouve pas de contrat professionnel.

### Retour chez les amateurs et fin de carrière
Il obtient quelques places d'honneur avec les amateurs de l'équipe Bourg-en-Bresse Ain Cyclisme en 2020 et 2021. Il se classe notamment deuxième du Tour du Pays de Gex-Valserine derrière Pierre Genetier et septième du Grand Prix de Faucigny en 2020. L’année suivante, il termine douzième du Grand Prix des industries à Belley. Toutefois, des problèmes physiques et plusieurs fractures de la clavicule le poussent à arrêter sa carrière au mois d'août.

### Reconversion
Il devient entraineur et directeur sportif de la formation AG2R Citroën U19 quelques mois après la fin de sa carrière de coureur. Il quitte la formation AG2R et rejoint Arkéa pour la saison 2025.

## Palmarès
| - 2012 - Nantes-Segré - 2e du Tour de la Région du Lion d'Angers - 2e du Circuit du Viaduc - 2013 - Boucles sérentaises - Tour d'Auvergne : - Classement général - 2e étape - Circuit du Viaduc - 2e de l'Essor breton - 2e des Trois Jours de Cherbourg - 3e des Boucles de la Loire - 3e du Prix de la Saint-Laurent Espoirs - 3e du Grand Prix de Blangy-sur-Bresle | - 2014 - 3ea étape du Tour d'Auvergne (contre-la-montre par équipes) - 2015 - 3e du Grand Prix de Fougères - 2017 - 2e du Grand Prix d'Isbergues - 2018 - 2e de la Polynormande - 2019 - 2e du Tour du Pays de Gex-Valserine - 2e de Bourg-Arbent-Bourg - 2020 - 2e du Tour du Pays de Gex-Valserine |

## Classements mondiaux
| Année           | 2015 | 2016  |
| --------------- | ---- | ----- |
| UCI Europe Tour | 560e | 1258e |